# Takutu River Bridge
Die Takutu River Bridge, portugiesisch Ponte do Rio Tacutu (offiziell Ponte Prefeito Olavo Brasil Filho), ist eine Brücke über den Rio Tacutu, die die südamerikanischen Staaten Guyana und Brasilien und die Städte Lethem in Guyana und Bonfim im brasilianischen Bundesstadt Roraima verbindet. Mit dem Bau der Brücke wurde 2002 begonnen, 2009 wurden die Bauarbeiten abgeschlossen. Am 31. Juli 2009 wurde die zweispurige Brücke für den Autoverkehr geöffnet. Die offizielle Eröffnung fand am 14. September 2009 in Anwesenheit der Staatschefs Bharrat Jagdeo (Guyana) und Luiz Inácio Lula da Silva (Brasilien) statt. Die Kosten für das Projekt beliefen sich auf circa 5 Millionen US-Dollar und wurden vorerst vom Staat Brasilien bezahlt.
Eine Besonderheit der Brücke ist der Wechsel von Linksverkehr (in Guyana) zu Rechtsverkehr (in Brasilien). Der Wechsel erfolgt mittels eines Überwerfungsbauwerks unmittelbar vor der Brücke auf guyanischer Seite.